# Protapanteles karadagi
Protapanteles karadagi är en stekelart som först beskrevs av Vladimir Ivanovich Tobias 1986.  Protapanteles karadagi ingår i släktet Protapanteles och familjen bracksteklar. Inga underarter finns listade i Catalogue of Life.